# Pallacanestro Milano 1958
Pallacanestro Milano 1958 (vollständiger Name: Associazione Sportiva Dilettantistica Pallacanestro Milano 1958) ist ein italienischer Basketballverein aus Mailand.

## Geschichte
Das offizielle Gründungsdatum des Vereins ist der 1. Juli 1957, obwohl sich die Mannschaft bereits ab 1955 in regionalen Meisterschaften mit anderen Teams gemessen hatte, aber noch nicht zu einem eingetragenen Verein gehörte. Das Jahr 1958 wird im Vereinsnamen angegeben, weil in diesem Jahr der sportliche Aufschwung in Verbindung  mit dem Einzug in den Profi-Basketball begann.
Die höchste Spielklasse in Italien, die Serie A, erreichte Pallacanestro Milano im Jahr 1964. Abgeschlossen wurde die erste Saison auf einem Platz im gesicherten Mittelfeld, genau wie die Nachfolgesaison. 1967 und 1970 beendete das Team die Spielzeit auf dem dritten Rang und setzte sich damit in der Spitzengruppe fest. Zum Gewinn der italienischen Meisterschaft reichte es in dieser starken Dekade zwischen 1967 und 1978 aber nicht, was vor allem an den auftrumpfenden Basketballern von Pallacanestro Varese lag, die die Serie A dominierten. Dahinter leistete sich Pallacanestro Milano oft mit Pallacanestro Varese oder dem Lokalrivalen Olimpia enge Kämpfe um die weiteren vorderen Plätze.
In der Saison 1972/73 erreichte die Mannschaft im Europapokal der Pokalsieger das Halbfinale, nachdem sie schon 1968 in diesem Wettbewerb mitgespielt hatte, aber früh ausschied. In der Vorschlussrunde 1973 scheiterte man schließlich denkbar knapp am jugoslawischen Vertreter KK Jugoplastika Split. Das Hinspiel ging deutlich mit 81:96 an Split. Im Rückspiel im heimischen Mailand hätten also 15 Korbpunkte aufgeholt werden müssen, was der Mannschaft nicht gelang. Der 82:70-Sieg reichte für den Finaleinzug nicht aus, es fehlten drei Punkte.
In der nationalen Liga fiel der Klub in den folgenden Jahren vorerst aus den Top 5, wurde aber 1978 nochmals Vierter. Doch in der Saison 1979/80 wurde Pallacanestro Milano nur 13. und stieg in die zweitklassige Serie B ab. Der Klub konnte mit den Entwicklungen der anderen Teams und des Basketballs im Allgemeinen nicht mehr mithalten und verschwand schließlich in den Niederungen des italienischen Basketballs.
Insgesamt spielte der Klub 17 Saisons in der Serie A. Zweimal wurde er dort Dritter und dreimal Vierter.
Derzeit spielt das Team in der siebtklassigen Serie C regionale.

## Halle
Der Klub trägt seine Heimspiele im Centro Sportivo di via Cambini  aus.

## Europapokal
Insgesamt fünf Teilnahmen an europäischen Wettbewerben stehen für den Klub zu Buche:
- Europapokal der Pokalsieger: 1968 – 1. Runde, 1973 – Halbfinale
- Korać-Cup: 1974 – Viertelfinale, 1976 – Viertelfinale, 1978 – Viertelfinale*

*Viertelfinale jeweils in Form einer Gruppe ausgespielt

## Vereinsnamen
Durch mehrere Sponsorenwechsel lief der Klub in seiner Geschichte phasenweise unter unterschiedlichen Namen auf:
- All’Onestà Pallacanestro Milano (1964–1971)
- Mobilquattro Milano (1971–1976)
- Xerox Pallacanestro Milano (1977–1979)
- Isolabella Milano (1980–1982)

## Erfolge
- 1× Halbfinalist Europapokal der Pokalsieger (1973)